# 二神組
二神組（ふたがみぐみ）は、愛媛県松山市に本社を置く建設会社。

## 概要
愛媛県内ではトップクラスの施工技術力を有し、学校、病院、マンション等の建築工事やトンネル、橋梁、道路補修等の土木工事を手がけピーク時の年売上高は約140億円を計上していた。
しかし近年の公共工事の減少や過去の投資負担から経営が厳しく、2008年3月期決算より債務超過に陥った。そのため、2008年に新たに設立した（新）「（株）二神組」に事業を譲渡した。
なお（旧）「（株）二神組」は「（株）松韻」に商号変更し、金融機関から約33億円の債権放棄を受け、2010年8月には解散し債務整理に向け清算手続きに入った。その後、（株）松韻は2014年5月26日に松山地方裁判所から特別清算開始決定を受けた。負債総額は約36億3,800万円。なお、新会社の二神組は通常通り営業を継続している。

## 事業所
- 本社 - 愛媛県松山市竹原二丁目1番19号
- 松前営業所 - 愛媛県伊予郡松前町北川原2

## 沿革
- 1913年2月 - 「二神組」創業。
- 1949年9月 - 愛媛県知事建設業許可を取得。
- 1955年4月 - 「株式会社二神組」設立。
- 1965年8月 - 伊予出張所（現：松前営業所）開設。
- 1966年 - 高松出張所（後の高松営業所）開設。
- 1972年 - 本社新社屋が落成。
- 1973年6月 - 建設大臣（現:国土交通大臣）建設業許可を取得。
- 1974年 - 宇和島出張所（後の宇和島営業所）開設。
- 2006年 - 宇和島営業所・高松営業所を閉鎖。
  - 8月 - 愛媛県知事 建設業許可に変更。
- 2008年 - 会社分割で、（新）「株式会社二神組」に事業を継承。
- 2020年4月 - 本社新社屋が完成。

## 主な建造実績
- 道路
  - 高松自動車道大野原インターチェンジ（香川県観音寺市）
  - 西海有料道路（愛媛県南宇和郡愛南町）
- 文化財
  - 愚陀仏庵（愛媛県松山市）
  - 松山城保守修理工事（愛媛県松山市）
- 事業所
  - アイソウ伊予本店（愛媛県伊予市）
  - アサヒビール四国工場（愛媛県西条市）
  - 愛媛トヨペット本社（愛媛県松山市）
  - エフエム愛媛本社ビル（愛媛県松山市）
- 学校・医療機関
  - 愛媛県立伊予高等学校（愛媛県伊予市）
  - 松山赤十字病院（愛媛県松山市）
- 公共施設
  - えひめこどもの城（愛媛県松山市）
  - 愛媛県総合運動公園（愛媛県松山市）
  - 愛媛県民文化会館（愛媛県松山市）
  - 愛媛県立とべ動物園（愛媛県伊予郡砥部町）
  - 久万高原天体観測館（愛媛県上浮穴郡久万高原町）

## 不祥事

### 愛媛県武道館手抜き工事
鹿島建設・竹中工務店と共同企業体（JV）が手がけた愛媛県武道館でボルトが短く切断されるなどの手抜き工事が発覚した。二神組は他の2社と共に県から6ヶ月の指定停止処分を受けた他、補強工事にかかった費用1億4,000万円を他の2社のゼネコン・設計事務所と共に負担した。

## 関連会社
- 松山開発
- 瀬戸内緑地